# Smuggler
Smuggler var ett typ snabbgående motorbåt, som byggdes i Sverige och i Norge från 1966. Smuggler ritades av flygkaptenen Herman Henriksson, inspirerad av Renato Levi (1926–2016). Det första 18 fot långa exemplaret byggdes som en efterföljare i större format av Weedo GT, som hade byggts från 1966 av Herman Hermansson tillsammans med flygkaptenen Lennart Ebbekke i 15 exemplar i Ebbekes garage i Kungsängen. Samma år byggde Monark 20-25 Smuggler 18 med motorer på 110-135 hk, men lade därefter ned tillverkningen och skänkte formarna till Sportbåtsklubben.
Segmobåtar började bygga Smuggler 28, och 1968 började ett samarbete med Strömmen A/S i Norge. Segmobåtar började 1969 bygga också Smuggler 21. Företaget byggde 1967–1994 flera hundra Smuggler 21, 24 och 28. 
År 1970 påbörjas tillverkning av Smuggler 28 Patrol, som 1970–1972 byggdes i Norge i ett 20-tal exemplar för kustbevakningarna i Kuwait och Borneo samt för Flygvapnet i Sverige. Den större Smuggler 45 levererades i ett antal till den indiska kustbevakningen och till Svenska marinen.
Herman Henriksson sålde 1985 Smuggler Boat till Lennart Möller, som startade Smuggler Marine AB tillsammans med Hans Lindgren. Verksamheten koncentrerades till Storbritannien efter det att Smuggler Marine UK Ltd startats 1988. Hans Lindgren vidareutvecklade Smugglers skrovlinjer och skrovkonstruktion och båtarna byggdes i avancerade kompositmaterial som kolfiber och kevlar.

## Tävlingar
Smugglerbåtar vann flera nordiska och svenska mästerskap, samt Roslagsloppet. År 1967 vann Herman Henriksson Öresundsloppet i en Smuggler 28, med 50 knop i genomsnittlig hastighet. År 1968 kom Anton Pedersen och Lennart Ebbekke etta i Roslagsloppet i en Smuggler 28 med 450 hk Chevrolet V8-motor. Också 1969 vann Smuggler 21 flera lopp i Norden.